# 富田铁之助
富田铁之助（日语：／ Tomita Tetsunosuke，1835年12月5日—1916年2月27日）是一位日本外交官，企业家，东京都知事，日本银行总裁。

## 生平
1835年出生于日本仙台藩， 父亲是仙台藩重臣富田实保。1856年被派到江户学习西洋炮术，后又拜师于胜海舟学习海事技术，1867年被选中陪伴胜海舟儿子一起赴美留学，在位于纽瓦克 (新泽西州)惠特尼商学院学习经济学。戊辰战争紧张时刻曾短暂回国，仙台藩获胜后又返回美国。1872年帮助岩仓使节团访问美国。后被明治政府任命为日本驻纽约总领事馆副领事。1874年正式回到日本，经过福泽谕吉说媒与杉田玄白曾孙杉田玄端女儿结婚。后担任日本驻上海总领事馆总领事，1888年担任日本银行总裁，1891年担任东京府知事。1893年卸任开始活跃于商界，后创建日本劝业银行，担任日本铁道理事。